# Lacaze
Lacaze är en kommun i departementet Tarn i regionen Occitanien i södra Frankrike. Kommunen ligger i kantonen Vabre som tillhör arrondissementet Castres. År 2022 hade Lacaze 317 invånare.

## Befolkningsutveckling
Antalet invånare i kommunen Lacaze
| Referens: INSEE |